# Rava (Kose)
Pour les articles homonymes, voir Rava (homonymie).
Rava est un village de la commune de Kose du comté de Harju en Estonie.
Au 31 décembre 2011, le village compte 34 habitants.